# Prachtriet
Prachtriet (Miscanthus) is een geslacht van ongeveer vijftien soorten overblijvende grassen, die thuishoren in de subtropische en tropische regio's van Afrika en Zuid-Azië. Een soort, Miscanthus sinensis (prachtriet), is verbreid richting het gematigde Oost-Azië.
Enkele soorten:
- Miscanthus × giganteus, een kruising van Miscanthus sacchariflorus en Miscanthus sinensis
- Miscanthus sacchariflorus, ook wel 'groot prachtriet'[1]
- Miscanthus sinensis, ook wel 'klein prachtriet'[2]
- Miscanthus tinctorius
- Miscanthus transmorrisonensis

In de Benelux zijn voornamelijk het energiegewas Miscanthus × giganteus en de sierplant Miscanthus sinensis bekend.
Deze wordt ook wel, foutief, "olifantsgras" genoemd, omdat ze verward wordt met het uit Afrika afkomstige Pennisetum purpureum.

## Toepassingen
Miscanthus × giganteus heeft een zeer hoge biomassaproductie en kan dus goed gebruikt worden als veevoer of als energiegewas voor het produceren van duurzame energie. De hoge elasticiteit van de stengel maakt de plant ook geschikt als grondstof voor bouwmaterialen. Zo kan het als wapening in beton gebruikt worden (merknaam: Xiriton), waardoor het beton CO2 bindt, hogere treksterkte krijgt, taaier en tegelijk veel lichter wordt. Daarom is het mogelijk om hier drijvende constructies mee te bouwen.
De stevige wortels verhinderen daarnaast erosie van de bodem.

## Siergrassen
In Nederlandse tuinen worden sinds enige jaren veel siergrassen aangeplant, in navolging van de ook internationaal bekende schrijver, kweker en tuinarchitect Piet Oudolf en anderen. Onder deze siergrassen is Miscanthus sinensis het meest vertegenwoordigd, samen met pampasgras (Cortaderia selloana) en Pennisetum alopecuroïdes.
Bij het veredelen deed de Duitse kweker Ernst Pagels het pionierswerk. Hij heeft veel mooie rassen gewonnen en dat is de reden dat relatief veel cultivars Duitse namen dragen. Er is veel variatie: onder andere in hoogte, groeikracht en habitus. M. sinensis 'Zebrina' en de meer stijf omhoog groeiende M. sinensis 'Stricta' met de gele banden zijn vrij bekend. Vele Miscanthussen krijgen een fraaie herfstkleur, bijvoorbeeld: M. sinensis 'Flammenmeer' en M. sinensis 'Africa'. Sommige soorten krijgen geen pluimen in ons klimaat (bijvoorbeeld de witbonte M. sinensis 'Variegata'), maar de meeste vallen op door meestal glanzende rozebruine pluimen. Door hun toenemende populariteit verschijnen er steeds meer rassen. Er is onder andere een tendens van lager blijvende rassen die wat sneller een plek kunnen hebben in de relatief kleine Nederlandse tuinen.
De soorten excelleren in de herfst met hun pluimen en behouden vaak in de winter een mooi silhouet. Het is om die reden en ook ter bescherming tegen de vorst verstandig ze pas in het voorjaar handbreed af te knippen, om plaats te maken voor de nieuwe groei. Bijna alle houden ze van zon en niet te droge grond. De planten woekeren niet, maar vormen wel een steeds grotere pol. M. × giganteus kan als uitzondering ook met weinig zon toe.

## Culturele betekenis

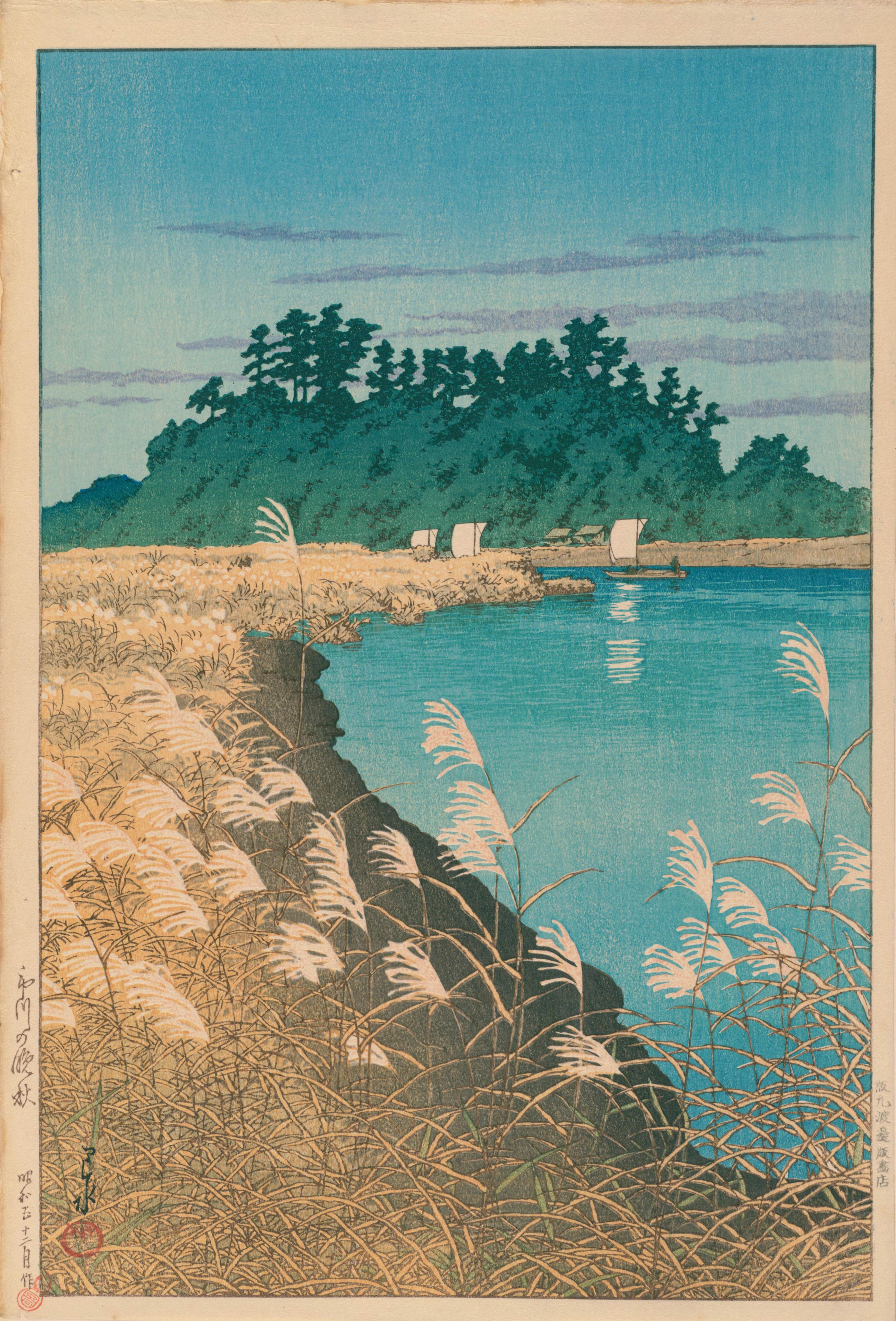
Kawase Hasui, Late herfst in Ichikawa (1930), een ukiyo-e houtsnede met bloeiend prachtriet op de voorgrond

In Japan staat Miscanthus sinensis bekend als susuki (芒 of ススキ), en hij wordt traditioneel geassocieerd met de herfst. Al in de achtste eeuw werd de plant genoemd als een van de 'zeven bloemen van de herfst' in de invloedrijke bloemlezing Manyōshū. Hij komt vaak voor in Japanse kunstwerken en gedichten met een herfstthema, wordt gebruikt voor versieringen bij het vollemaanfestival tsukimi, en is één van de twaalf seizoensbloemen in het traditionele kaartspel hanafuda.